# Sanron
L'école Sanron (japonais : 三論宗, sanronshū, « école des trois traités »), (chinois: Sānlùnzōng) est une des Six écoles de la Capitale du Sud (c'est-à-dire Nara, de 710 à 784) au Japon. Aussi appelée « École de la vacuité » (空宗, kūshū), elle était professée au temple du Daian-ji (大安寺). Originaire de Chine où elle est connue sous le nom de San Lun Zong et rattachée au courant du Madhyamaka, l'école fut importée au Japon en 625 par le religieux coréen Ekan. 
L'école tire son nom de trois importants traités traduits en chinois par Kumārajīva . Elle se divisa plus tard en deux branches (qui n'existent plus) : la Gankou-ji Ha et la Taian-ji Ha. Elle avait encore des adeptes au début de l'ère Edo.

## Les Trois traités
Les trois traités auxquels fait référence le terme Sanron sont des textes du Madhyamaka indien :
- Le Traité du milieu (中論, Chūron?), traduction du Mulamadhyamakakarika de Nāgārjuna, que Kumarajiva réalisa en 409. Toutefois, ce dernier semble y avoir ajouté des notes personnelles ainsi que des commentaires  d'un penseur indien du ive siècle du nom de Piṅgala[1].
- Le Traité des Douze portes (十二門論, Jūnimonron?), également attribué à Nāgārjuna se présente comme une introduction au Traité du milieu. L'auteur y donne une interprétation en douze chapitres de la vacuité (shunyata)[1]. Il a également été traduit par Kumarajiva.
- Traité des Cent stances (百論, Hyakuron?) d'Āryadeva, disciple direct de Nāgārjuna, traduit par Kumarajiva en 404. L'auteur recourt à la langue apophatique du Madhyamaka, tout en réfutant les arguments de traditions rivales[1].

## Développement historique
Il se peut qu'au moins autres transmissions se soient faites au cours du VIIIe siècle, ce qui conduisit à l'apparition de plusieurs courants dans cette école, qui s'établirent  dans différents temples. Toutefois, cette école, centrée autour d'un petit nombre de moines, n'attira jamais de grandes foules et n'eut donc jamais de réelle influence en dehors de la théorie et de la doctrine — l'œuvre de Nâgârjuna reste très importante dans le bouddhisme japonais. Les différents courants se sont tous éteints, et le dernier maître Sanron est mort en 1149.

### Les courants
L'école Sanron s'est donc divisée en deux branches, auxquelles on adjoint un troisième courant annexe. On a ainsi d'un côté la branche du Gangō-ji qui est liée au courant chinois San Lun et qui a été introduite au Japon depuis le continent par le moine coréen Hyegwan (慧灌, Ekan). Celui-ci est arrivé au Japon en 625, après avoir étudié auprès de Jizang, le grand maître du Sanlun. Il s'installe au temple Gangō-ji. De l'autre côté, la branche du Hōryū-ji, qui aurait été initiée par le moine Chizō (智蔵), qui avait sans doute a étudié les arcanes de la doctrine auprès de Jizang en Chine. Il lance donc une deuxième lignée de transmission des enseignements. Chizô s'installe au temple Hōryū-ji.
On trouve également un troisième branche, celle du Daian-ji, fondée par le moine Dōji (道慈) qui s'est initié à l'ésotérisme lors d'un long séjour en Chine (702-718). À son retour au Japon, il s'installe au temple Daian-ji et transmet ces enseignements. Cette branche est parfois appelée « l'autre Sanron » (別三論, betsu-sanron).